# Brendan Howlin
Brendan William Howlin, né le 9 mai 1956 à Wexford, est un homme politique irlandais, membre du Parti travailliste dont il est le président de 2016 à 2020. 
Il est Teachta Dála dans la circonscription de Wexford de 1987 à 2024. Il est ministre des Dépenses publiques et de la Réforme de 2011 à 2016, Leas-Cheann Comhairle de 2007 à 2011, chef-adjoint du parti travailliste de 1997 à 2002, ministre de l'Environnement de 1994 à 1997 et ministre de la Santé de 1993 à 1994. Il est sénateur de 1983 à 1987, après avoir été nommé par le Taoiseach,.